# Broche Pogo
 (juin 2016).
Si vous disposez d'ouvrages ou d'articles de référence ou si vous connaissez des sites web de qualité traitant du thème abordé ici, merci de compléter l'article en donnant les références utiles à sa vérifiabilité et en les liant à la section « Notes et références ».

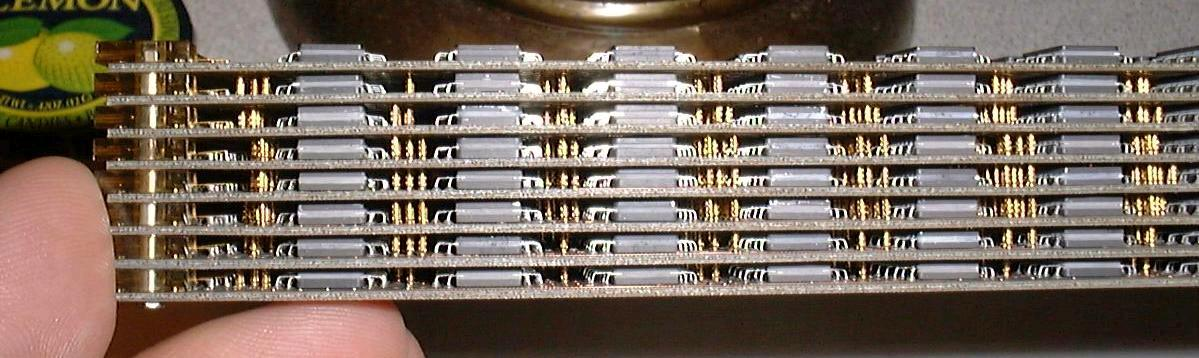
Modules du Cray-2 connectés avec des broches Pogo.

Représentation en coupe

Une broche Pogo est un type de broches utilisé en électronique pour établir un contact électrique entre deux circuits imprimés. Ces broches sont souvent utilisées pour établir des connexions temporaires, par exemple pour la programmation in situ de microcontrôleurs, mais peuvent aussi être utilisées pour établir des connexions permanentes, comme dans les ordinateurs Cray 2. La broche Pogo est nommée ainsi par analogie avec le Pogo Stick (bâton sauteur). Elle est habituellement composée de deux cylindres coulissants contraints l’un contre l’autre par un ressort interne.
Bien que le terme Pogo soit entré dans le langage courant, c’est une marque déposée d’Everett Charles Technologies (ECT). ECT et ses filiales fabriquent des broches Pogo depuis plus de quarante ans.
Les broches Pogo sont généralement disposées en réseaux denses connectant les nœuds individuels de deux circuits imprimés. On les trouve couramment dans les équipements de tests automatiques sous la forme de lits de clous, où elles facilitent la connexion rapide et fiable des dispositifs soumis aux essais. Dans les cas de densification extrêmes, le réseau a une forme annulaire et comprend des centaines de milliers de broches Pogo. Ce montage est appelé tour Pogo.
Lorsqu’elles sont utilisées dans des applications nécessitant des performances élevées, les broches Pogo doivent être conçues avec soin pour assurer la fiabilité des contacts après le nombre de cycles prévu de connexion-déconnexions ainsi que la fidélité de la transmission des signaux. Les broches doivent être rigides et plaquées avec un revêtement — souvent en or — assurant un bon contact électrique au cours du temps. Le contact entre les cylindres doit être suffisant pour minimiser la caractéristique inductive du ressort. L’utilisation de ces broches est particulièrement complexe dans les circuits pour lesquels l’adaptation d’impédance est requise. Pour garantir l’impédance caractéristique correcte, on utilise parfois une broche de transfert du signal en parallèle avec quatre, cinq ou six broches reliées à la masse.